# Вулиця 23 Вересня
Вулиця 23 Вересня — вулиця у Шевченківському районі Полтави. Пролягає від Київського шосе через перетин з вулицею Івана Мазепи і провулком Стешенка до межі між вулицями Героїв АТО і Героїв України. До вулиці 23 Вересня прилучається вулиця Ігоря Дорошенка.  

## Історія
1967-го року новоспроєктована вулиця вперше отримала найменування — Вулиця 23 Вересня. Названа на честь дня закінчення німецької окупації Полтави та початку радянської.